# Dysdera dubrovninnii
Dysdera dubrovninnii là một loài nhện trong họ Dysderidae.
Loài này thuộc chi Dysdera. Dysdera dubrovninnii được Christa Deeleman-Reinhold miêu tả năm 1988.